# 오쿠보정 (도야마현)
오쿠보정(大久保町)은 도야마현 가미니카와군에 있던 정이다. 

## 역사
- 1889년 4월 1일 -정촌제 시행에 의해 가미니카와군 오쿠보촌이 성립하였다.
- 1913년 12월 1일 - 오사와노정에 편입되었다.

## 참고문헌
- 『市町村名変遷辞典』東京堂出版、1990年。